# Hapigiodes viettei
Hapigiodes viettei är en fjärilsart som beskrevs av Paul Thiaucourt 1979. Hapigiodes viettei ingår i släktet Hapigiodes och familjen tandspinnare. Inga underarter finns listade i Catalogue of Life.